# Рыбаков, Максим Андреевич
Максим Андреевич Рыбаков (бел. Максім Андрэевіч Рыбакоў; род. 23 июля 1993, Шклов, Могилёвская область) — белорусский футболист, полузащитник.

## Клубная карьера
Учился в специальном футбольном классе минского суворовского училища. C 2010 года выступал за «Спартак» из родного Шклова во Второй лиге и чемпионате области. В 2011 году перешёл в могилевский «Днепр», где стал выступать за дубль. По итогам сезона 2011 «Днепр» вылетел в Первую лигу, а дубль был расформирован. Максим начал выступать за фарм-клуб «Днепр-2» во Второй лиге, где забил 15 голов в 35 матчах. После возвращения могилёвского клуба в высший дивизион в 2013 году он вновь выступал за дубль, иногда попадая в основной состав. В конце 2014 года он появился в стартовом составе могилевской команды, однако по итогам сезона «Днепр» вылетел в Первую лигу.
С 2015 до 2016 года выступал за могилёвскую команду в Первой лиге, выходя обычно на замену. После сезона 2016 он помог клубу вернуться в Высшую лигу. В декабре 2016 года он продлил контракт с «Днепром» на один год. В сезоне 2017 у него не было прочного места в основе, иногда он оставался на скамейке запасных.
В январе 2018 года он покинул «Днепр» и вскоре стал игроком «Белшины». Он начал сезон в стартовом составе, но позже получил травму и не появлялся на поле с июля до конца сезона. В январе 2019 года он продлил контракт с «Белшиной». Сезон 2019 он практически полностью пропустил из-за травмы, лишь в ноябре снова начал выходить на поле.
В январе 2020 года он вернулся в «Днепр». Стал основным игроком команды и помог ей выиграть Вторую лигу. В январе 2021 года он продлил контракт с могилёвским клубом. В сезоне 2021 он остался основным игроком команды. В январе 2022 года он покинул «Днепр» и завершил профессиональную карьеру.

## Достижения

### «Белшина»
- Чемпион Первой лиги Беларуси: 2019

### «Днепр»
- Чемпион Второй лиги Беларуси: 2020

## Статистика
| Сезон | Дивизион | Клуб    | Страна                    | Матчи | Голы |
| ----- | -------- | ------- | ------------------------- | ----- | ---- |
| 2010  | Д3       | Спартак | Флаг Беларуси (1995—2012) | 24    | 0    |
| 2011  | дубль    | Днепр   | Флаг Беларуси (1995—2012) | 10    | 2    |
| 2012  | Д3       | Днепр-2 | Флаг Беларуси             | 35    | 15   |
| 2013  | Д1       | Днепр   | Флаг Беларуси             | 8     | 0    |
| 2014  | Д1       | Днепр   | Флаг Беларуси             | 16    | 0    |
| 2015  | Д2       | Днепр   | Флаг Беларуси             | 23    | 1    |
| 2016  | Д2       | Днепр   | Флаг Беларуси             | 26    | 2    |
| 2017  | Д1       | Днепр   | Флаг Беларуси             | 19    | 0    |
| 2018  | Д2       | Белшина | Флаг Беларуси             | 8     | 1    |
| 2019  | Д2       | Белшина | Флаг Беларуси             | 3     | 0    |
| 2020  | Д3       | Днепр   | Флаг Беларуси             | 25    | 11   |
| 2021  | Д2       | Днепр   | Флаг Беларуси             | 24    | 0    |